# 15 Brygada Strzelców (URL)
15 Brygada Strzelców – oddział piechoty Armii Ukraińskiej Republiki Ludowej.

## Formowanie i zmiany organizacyjne
W wyniku rozmów atamana Symona Petlury z naczelnikiem państwa i zarazem naczelnym wodzem wojsk polskich Józefem Piłsudskim prowadzonych w grudniu 1919, ten ostatni wyraził zgodę na tworzenie ukraińskich jednostek wojskowych w Polsce.
Rozkazem dowódcy 5 Chersońskiej Dywizji Strzelców nr 79 z 20 października 1920 nakazano formowanie 15 Brygady Strzelców na bazie zapasowej brygady dywizji. Organizacja brygady miała odbyć się na terenie powiatu zasławskiego, gdzie planowano przeprowadzenie mobilizacji. Do momentu zakończenia działań bojowych 15 Brygada Strzelców istniała jedynie „na papierze” i nie przedstawiała realnej siły bojowej.
21 listopada, pod naporem wojsk sowieckich, brygada przeszła na zachodni brzeg Zbrucza, gdzie została internowana przez Wojsko Polskie.
W sierpniu 1921, w następstwie połączenia 5 Chersońskiej Dywizji Strzelców i 1 Dywizji Karabinów Maszynowych, brygada została rozwiązana, a jej stan osobowy skierowano do zreorganizowanej 13 Brygady Strzelców, w której zebrano wszystkich dawnych żołnierzy 5 Chersońskiej DS.
Pod koniec września 1921 dowódca 5 Chersońskiej Dywizji Strzelców odtworzył 15 Brygadę Strzelców. Kadry dla nowego formowania wydzielono z istniejących 13. i 14 Brygady Strzelców.

W październiku Armia URL przeprowadziła mobilizację. W jej wyniku liczebność jej oddziałów znacznie wzrosła. W związku z podpisaniem przez Polskę układu o zawieszeniu broni na froncie przeciwbolszewickim, od 18 października  wojska ukraińskie zmuszone były prowadzić działania zbrojne samodzielnie.
W związku z demobilizacją Armii URL i likwidacją obozów internowania żołnierzy ukraińskich w Polsce, brygada w 1924 została rozformowana.

## Struktura organizacyjna
Organizacja brygady w październiku 1920
- dowództwo i pododdziały w trakcie formowania

## Żołnierze oddziału
| Dowództwo jednostki      |                        |       |
| Stopień, imię i nazwisko | Okres pełnienia służby | Uwagi |
| Dowódca brygady          |                        |       |
| płk Josyp Cwiniow        | 20 X – koniec wojny    |       |
| Szef sztabu              |                        |       |
| sot. Jurij Biłyj         | 20 X – koniec wojny    |       |